# فريديريك سورينسين
فريدريك سورينسن (بالدنماركية: Frederik Sørensen) Hillesborg (من مواليد 14 أبريل 1992) هو لاعب كرة قدم دنماركي يلعب حاليا لنادي يوفنتوس الإيطالي في مركز خط الدفاع , كما يلعب لصالح منتخب الدنمارك لتحت 21 سنة .

## وصلات خارجية
- فريديريك سورينسين على موقع الاتحاد الأوربي (الإنجليزية)
- فريديريك سورينسين على موقع قاعدة بيانات كرة القدم.إي يو (الإنجليزية)
- فريديريك سورينسين على موقع Soccerbase.com (لاعب) (الإنجليزية)
- فريديريك سورينسين على موقع Soccerway.com (الإنجليزية)
- فريديريك سورينسين على موقع عالم كرة القدم.نت (الإنجليزية)
- فريديريك سورينسين على موقع AS.com (الإسبانية)